# 프레더릭 포사이스
프레더릭 포사이스(Frederick Forsyth, CBE, 1938년 8월 25일 ~ 2025년 6월 9일)는 영국의 소설가·정치평론가이다.
《자칼의 날》(The Day of the Jackal), 《오뎃사 파일》(The Odessa File), 《심판자》 (The Dogs of War)등의 베스트셀러로 유명하다.

## 생애
영국의 켄트주 애슈퍼드에서 모피상인의 아들로 태어나 톤브리지 스쿨(Tonbridge School, 이튼 그룹 소속)과 스페인 그라나다 대학교(University of Granada)에서 교육을 받았다.
19세에 영국 공군에 입대하여 1958년까지 복무한 뒤, 1961년에 로이터에 입사하여 저널리스트가 되었다. 1965년 BBC 로 자리를 옮겨 보조외교통신원(assistant diplomatic correspondent)으로 근무하였고, 1967년 7월부터 9월까지 비아프라와 나이지리아 사이에 발생한 나이지리아 내전을 취재하는 통신원으로 일했다. 1968년 비아프라에 대한 편견과 그의 보고서가 일부 잘못된 내용을 담고 있다는 비난이 일자 한 차례 다툼을 벌인 후 BBC를 떠났지만, 프리랜서로서 비아프라를 다시 찾은 그는 1969년 《비아프라 스토리》(The Biafra Story)를 써냈다.

## 작품
저널리즘적 조사기법에 기반한 소설을 쓰기로 결심하고 1971년 발표한 첫 번째 장편소설 《자칼의 날》은 세계적인 베스트셀러가 되었으며, 에드거 상(Edgar Award, 정식명칭은 에드거 앨런 포우상)을 가져다주었다. 프랑스 비밀극우조직 OAS(Organisation armée secrète) 가 고용한 전문킬러의 드골 대통령 암살시도를 그린 작품이다.
연이어 발표한 두 번째 작품 《오뎃사 파일》(1972년)은 서독에서 활동하는 전 나찌 SS간부를 추적하는 기자에 관한 이야기이다. 자살한 홀로코스트 생존자의 일기를 입수하면서 SS간부와 그를 보호하는 조직 ODESSA 의 존재를 눈치챈 기자는 그들이 보낸 하수인의 위협에도 불구하고 끝까지 추적을 계속한다. 자칼의 날과 마찬가지로 이 작품 역시 영화화되었다. 주연은 존 보이트가 맡았다. 스토리는 원작으로부터 상당히 달라졌다고 평가되는데, 예컨대 노란 줄무늬가 있는 검은색 재규어가 영화에서는 메르세데스-벤츠로 바뀌었다.
1974년 작품은 《심판자》(The Dogs of War). 영국의 다국적 광산업체의 경영자가 용병그룹을 써서 아프리카의 한 정부를 전복하고 허수아비정부를 내세워 막대한 이권을 챙기려는 계획을 다뤘다. 국제용병집단들의 생태와 활동에 대한 사실적인 묘사가 돋보이는 작품이다.
《The Shephard》는 1975년 작품으로, 1950년대 말 크리스마스를 맞아 집으로 돌아가는 중에 한 조종사가 겪는 악몽의 여행길을 다뤘다. 1982년 《No Combacks》는 과거 작품을 다수 포함한 단편모음집이다. 과거 그가 살던 아일랜드를 무대로 다룬 작품들이 꽤 있다. 그 중에 하나 〈아일랜드에는 뱀이 없다〉(There Are No Snakes In Ireland)가 그에게 두 번째로 에드거 상(최고 단편상)을 안겨주었다.
1984년 《The Fourth Protocol》(제 4의 핵, 제 4의 공포) 을 발표. 영국내 미군기지에 핵무기를 심으려는 소련의 일부집단이 영국 총선거에서 반나토, 반미, 반핵, 친 소비에트 노동당 정부를 세우려 한다는 이야기이다. 1987년에 영화화되어 피어스 브로스넌과 마이클 케인이 출연했다. 정치적 내용이 많이 빠지면서 원작으로부터 상당히 멀어졌다.
1991년, 《The Deceiver》(사기꾼) 발표. 영국 비밀첩보원 샘 맥크리디(Sam McCready)에 관한 4개의 단편이 들어있다. 1994년 《신의 주먹》(The Fist of God)를 발표, 걸프 전쟁을 다뤘다. 1996년 《Icon》에서는 포스트 소비에트시대 러시아에서 파시스트의 등장을 다뤘다.
1999년 《The Phantom of Manhattan》을 발표하였다. 《오페라의 유령》(The Phantom of Opera)의 후속작이다. 평소 그가 다루는 장르인 첩보소설에서 벗어난 작품이다. “나는 용병, 암살, 나찌, 살인, 테러리스트, 특수부대군인, 전투기 조종사등에 대해서만 다뤘습니다만, 과연 내가 인간의 심장(감정)에 관해서는 쓸 수 없을까요?” 이 작품을 두고 래리 킹과의 대담 중에 그가 말했다고 한다. 그의 바램과는 달리 새로운 시도는 다른 작품만큼 성공적이지 못했고, 그는 현대적인 스릴러로 컴백했다.
2001년작 《The Veteran》, 단편모음집이다. 2003년작 《Avenger》가 뒤를 이었다. 캐나다의 한 부호가 손자의 살인범을 미국으로 데려오려고 베트남 전쟁 참전용사를 고용한다는 이야기. 최근작 《The Afghan》(2006년)은 The Fist of God의 후속작 성격을 띤다.

## 작풍
세부적인 사실적 조사에 기반한 다소 난해한 플롯을 짜는 가운데 심리적인 복합성을 보여주려고 노력하는 편이다. 그의 소설은 돈세탁이나 사격술, 신분위조 같은 주제에 대한 기술적인 세부정보로 가득차 있어서 마치 픽션분야의 분석기사를 읽는 느낌을 준다. 작품속에 나타난 그의 도덕관(moral view)은 냉혹하다. 이 세계는 포식자와 먹이로 구성되어 있고, 오직 강자만이 살아남는다.
소설을 위한 그의 사실조사는 행정부에게 골칫거리를 안겨줄 때가 많았다. 《자칼의 날》에서 암살범이 새로운 패스포트를 얻기 위해 사용한 수법으로서, 지역의 교회를 방문하여 자신과 비슷한 시기에 태어났지만 생후 얼마 지나지 않아 사망한 사람의 이름을 입수하여 그것으로 출생증명서와 나아가 패스포트까지 위조하는 장면이 나오는데, 마침 당시 정부당국도 패스포트를 내줄 때 사망명부와 대조하는 일까지는 하지 않았기 때문에 이 일로 난처했다고 한다.

## 정치적 견해
유럽 통합 반대주의자(Eurosceptic)이며 보수당 지지자여서, 영국 보수당 내 대처주의자들 모임인 '보수적 방향으로 전진을(Conservative Way Forward)' 으로부터 영국내 보수운동에 대한 공로를 표창받기도 했다.
그는 또한 영국 왕실의 유지를 찬성하는 입장이어서, 저서 《아이콘》(Icon)에서는 소비에트 붕괴후 러시아의 정치적 문제해결을 위해 입헌군주제를 제안하기도 했다. 정치적 사안에 대해 라디오 방송에 출연한다든가 신문에 기고하며 활발한 활동을 벌이고 있다.

## 작품목록
| 연도 | 제목                     | 참고                             |
| ---- | ------------------------ | -------------------------------- |
| 1969 | The Biafra Story         | 넌픽션. 1977                     |
| 1971 | The Day of the Jackal    |                                  |
| 1972 | The Odessa File          |                                  |
| 1974 | The Dogs of War          |                                  |
| 1975 | The Shepherd             |                                  |
| 1979 | The Devil's Alternative  |                                  |
| 1982 | Emeka                    | Chukwuemeka Odumegwu Ojukwu 전기 |
| 1982 | No Comebacks             | 단편집                           |
| 1984 | The Fourth Protocol      |                                  |
| 1989 | The Negotiator           |                                  |
| 1991 | The Deceiver             |                                  |
| 1991 | Great Flying Stories     |                                  |
| 1994 | The Fist of God          |                                  |
| 1996 | Icon                     |                                  |
| 1999 | The Phantom of Manhattan |                                  |
| 2001 | The Veteran              | 단편모음집                       |
| 2003 | Avenger                  |                                  |
| 2006 | The Afghan               |                                  |
| 2010 | The Cobra                |                                  |

## 서훈
- 1997년 대영 제국 훈장 3등급(CBE)